# Comitê Olímpico Mexicano
O Comitê Olímpico Mexicano é a entidade máxima do esporte olímpico no México. Foi fundado em 23 de abril de 1923.